# Agía Thékli (Céphalonie)
Agía Thékli, en grec moderne : Αγία Θέκλη, est un village sur l'île de Céphalonie, en Grèce.
Selon le recensement de 2011, la population d'Agía Thékli compte 211 habitants.